# 毎日ビルディング
株式会社毎日ビルディング（まいにちビルディング、英: The Mainichi Building Co., Ltd.）は、毎日新聞社の関連会社で、主として東京一ツ橋のパレスサイドビルディングを始めとした毎日新聞の各社屋のビル管理を行う企業である。
前身は「株式会社パレスサイドビルディング」（1963年設立・1966年ビル開設）で、2005年4月1日をもって「株式会社毎日大阪会館」（1954年設立・ビル開設）、「株式会社毎日名古屋会館」（1953年設立・ビル開設）、「株式会社毎日西部会館」（1963年設立・1965年ビル開設）の3社を吸収合併し、パレスサイドビルディングを存続会社とし、社名を変更して再出発を切った。

## 管理しているビル建物
- パレスサイドビルディング（東京都千代田区一ツ橋　毎日新聞東京本社が入居）
- 毎日日本橋ビル（東京都中央区日本橋、2016年に西日本鉄道が所有する西鉄日本橋ビルを取得し名称変更）
- 毎日新聞ビル（大阪市北区梅田　毎日新聞大阪本社、スポーツニッポン新聞大阪本社が入居）
- 毎日インテシオ（毎日新聞大阪2期ビル　同上）
- ミッドランドスクエア（名古屋市中村区名駅　トヨタ自動車・トヨタ不動産と区分所有。毎日新聞中部本社が入居）
- 毎日西部会館（北九州市小倉北区紺屋町　毎日新聞西部本社、RKB毎日放送北九州支社が入居）

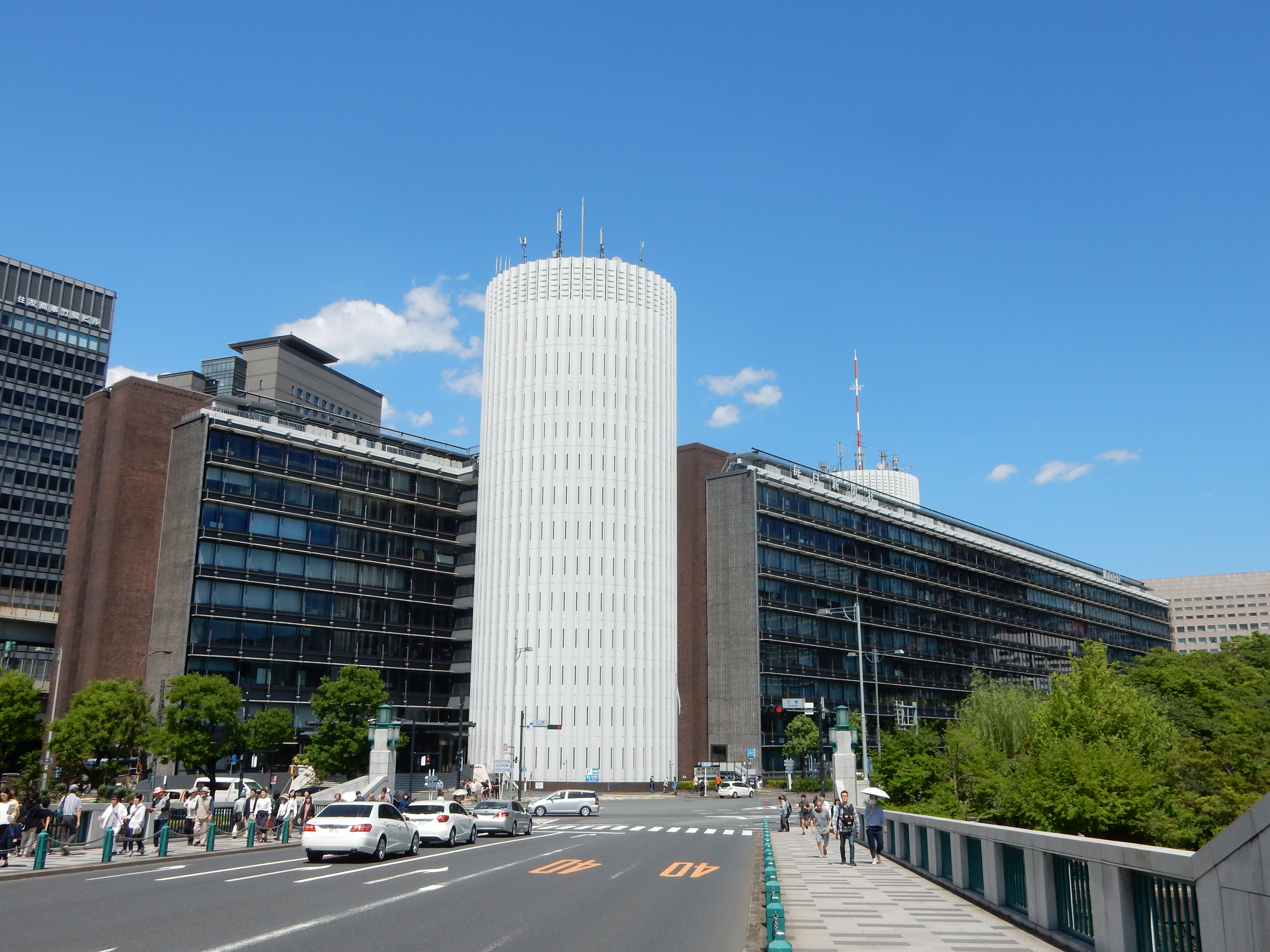
パレスサイドビルディング
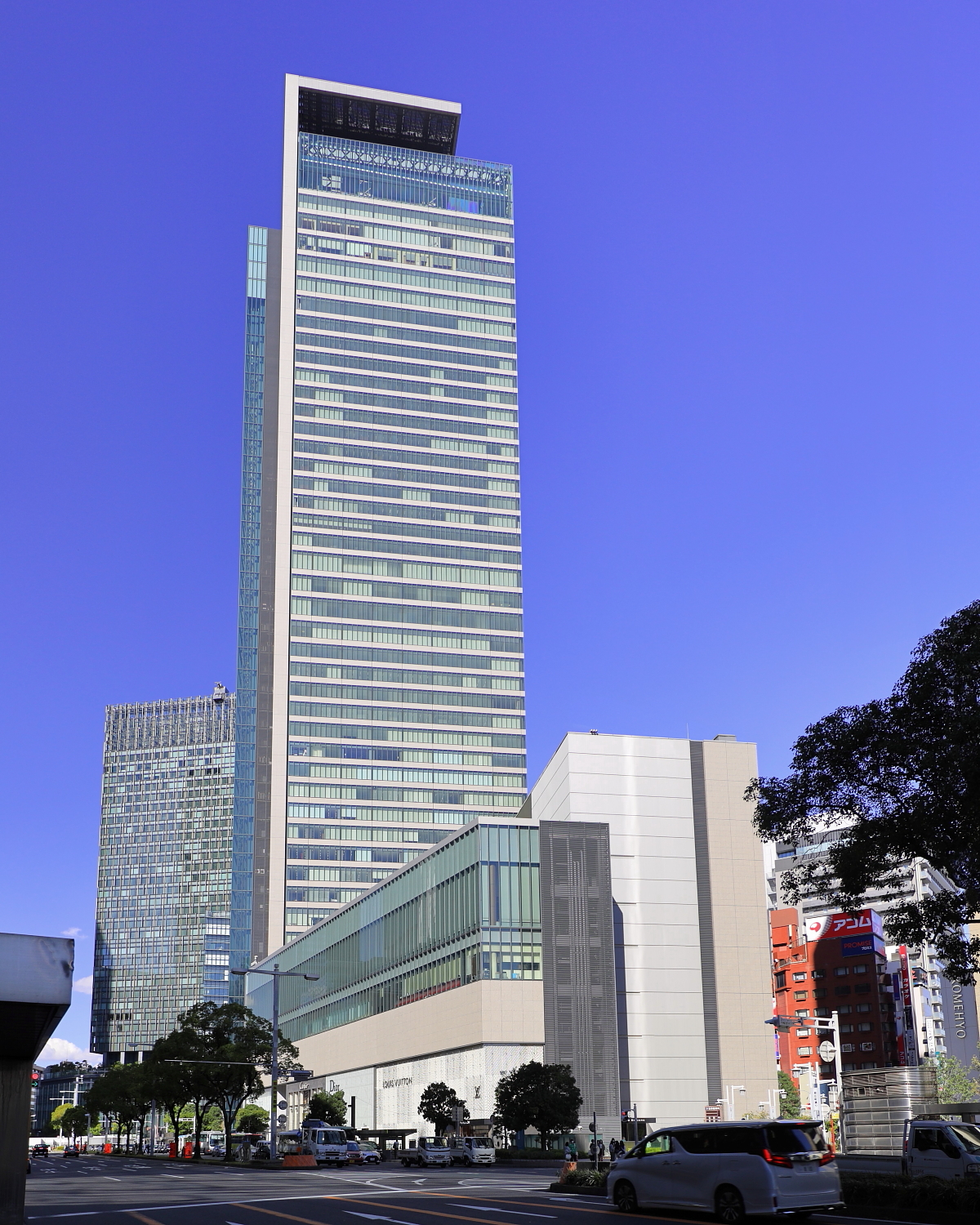
ミッドランドスクエア

## 過去に管理していたビル建物
- ドージマ地下センター - 2020年6月30日までは当社と大阪地下街がそれぞれ50%出資した合弁会社『ドーチカ』が運営・管理していたが、同年7月1日に同社と大阪地下街が合併し法人格消滅に伴い現在は同社の運営となっている[1]。
- 堂島アバンザ - 毎日大阪会館（旧毎日新聞大阪本社）社屋跡に建設された複合ビル
- 毎日福岡会館（福岡市中央区天神　毎日新聞福岡本部、スポーツニッポン新聞西部総局が入居） - 2016年に西鉄日本橋ビルとの交換により西日本鉄道が取得。